# Симо Николић
Симо Николић (Брчко, 28. август 1954) бивши је југословенски фудбалер.

## Каријера
Симо Николић је рођен 28. августа 1954. године у Брчком. Играо је на позицији центрафора. У београдском Партизану од 1972. до краја 1976. остварио је десет првенствених наступа на којима је дао два гола. Освојио је титулу првака Југославије у сезони 1975/76. са Партизаном.
Прешао је затим у Галенику Земун, да би од 1980. до 1985. играо за Олимпик из Лиона, где је на 150 утакмица постигао 67 голова. Период који је провео у Лиону био је најбољи у његовој фудбалској каријери, а неколико сезона је био најбољи стрелац екипе. У Француској је још наступао за екипу АС Безје сезоне 1985/86. Играчку каријеру је завршио 1987. године у Земуну.

## Успеси
- Партизан
  - Првенство Југославије: 1975/76.